# Csaba Sógor
Csaba Sógor (12 de maig de 1964) és un polític romanès i membre del Parlament europeu, representant la minoria hongaresa. També forma part de la Unió Democràtica de Hongaresos de Romania. És el candidat al Parlament europeu del Partit Popular Europeu (EPP).